# Giovanni Battaglin
Giovanni Battaglin (Marostica, 1951. július 22. –) olasz profi országúti kerékpárversenyző.   
Karrierje legkiemelkedőbb éve 1981 volt, mert ebben az évben duplázott, ugyanis megnyerte a Giro d'Italiát és a Vuelta a Españát.

## Korai évek
Giovanni Battaglin az olaszországi Marostica városában született, Vicenza megyében. Battaglin megnyerte az 1972-es amatőr Giro d'Italiát, és a következő évben a Jollj Ceramica csapatában profi versenyző lett. 

## Profi karrier
A következő évben, 1973-ban lett profi a Jolly Ceramica csapatában. Első profi évében azonnal harmadik lett a Giro d'Italiánn Eddy Merckx és Felice Gimondi mögött. A 21 éves fiatal tehetség megdöbbentette a kerékpáros világot a harmadik helyezésével.  
1974-ben megnyerte az Apennine Girót. 1975-ben a Giro d'Italián két napig viselte a rózsaszín mezt, már úgy nézett ki, hogy megnyeri az összetett versenyt, de a Ciocco nevű hegyi szakaszon elvesztette előnyét.   
1976-ban megnyerte a Tour de France második szakaszát. Majd 1978-ban a Fiorella csapatához szerződött, amellyel még ugyanabban az évben megnyerte a svájci körverseny három egymást követő szakaszát.  
Az 1979-es Tour de France-on megnyerte a hegyi összetett pontversenyét, azaz a pöttyös trikót. Mindezt annak ellenére, hogy büntetést kapott doppingolás miatt.
Az 1980-as Giro d'Italián pedig a harmadik helyen végzett. 
A következő évben az 1981-es Vuelta egy Españán a 10. szakaszt (Sierra Nevada hegyiszakasz) megnyerte és átvette az összetettben is az első helyet. Battaglinra nézve egyedül Pedro Muñoz jelentett veszélyt. Battaglin és csapata, az Inoxpran ellenállt a spanyol támadásának, és Battaglin megszerezte az első Grand Tour győzelmét.
Három nappal később már Olaszországban volt és 1981. május 13-án kezdte meg az 1981-es Giro d'Italiát.  A 19. szakaszt Battaglin megnyerte és elvette a rózsaszín trikót Silvano Continitől. A végső megmérettetés az utolsó szakasz egyéni időfutama volt Veronában, amit meg is nyert Tommy Primmel szemben.   
Battaglin a második versenyző volt Eddy Merckx után, aki duplázni tudott egy adott évben, megnyerve a Vuelta-Girót. Mindezt pedig másfél hónap alatt teljesítette. 

## Visszavonulás után
Az 1984-es szezon után Battaglin visszavonult. Ezt megelőzően már 1982-ben elindította a nevével fémjelzett kerékpárgyártó vállalkozást szülővárosában. 2002-ben a Battaglin cég szponzorálta a Ceramiche Panaria Fiordo csapatát.

## Karrier eredmények

### Grand Tour eredményei
| Grand Tour      | 1973 | 1974 | 1975 | 1976 | 1977 | 1978 | 1979 | 1980 | 1981 | 1982 | 1983 | 1984 |
| --------------- | ---- | ---- | ---- | ---- | ---- | ---- | ---- | ---- | ---- | ---- | ---- | ---- |
| Giro d’Italia   | 3    | 6    | 18   | DNF  | 46   | DNF  | -    | 3    | 1    | -    | DNF  | 50   |
| Tour de France  | -    | -    | DNF  | DNF  | -    | -    | 6    | -    | -    | DNF  | -    | DNF  |
| Vuelta a España | -    | -    | -    | -    | -    | -    | -    | -    | 1    | -    | -    | -    |

| -   | Nem versenyzett |
| DNF | Nem fejezte be  |

## Fordítás
- Ez a szócikk részben vagy egészben  a   Giovanni Battaglin című angol Wikipédia-szócikk ezen változatának fordításán alapul.  Az eredeti cikk szerkesztőit annak laptörténete sorolja fel. Ez a jelzés csupán a megfogalmazás eredetét és a szerzői jogokat jelzi, nem szolgál a cikkben szereplő információk forrásmegjelöléseként.